# Gerald Duffy
Gerald Duffy (13. april 1896 – 25. juni 1928) var en amerikansk manuskriptforfatter i stumfilmsæraen derudover arbejdede han som journalist og novelleforfatter.
Han var nomineret til en Oscar for bedste mellemtekst ved den første Oscaruddeling, for filmen Den skønne Helene - intime.
Duffy døde i 1928, 32 år gammel, mens han dikterede et manuskript i Los Angeles.